# 프로레슬링 피트
프로레슬링 피트(Pro Wrestling Fit, PWF)은 대한민국의 前 인디 프로레슬링 단체이다. 줄여서 PWF라고 부른다. 한때 타 단체인 프로레슬링소사이어티, 한국 프로레슬링 연맹과 더불어 한국을 대표하는 프로레슬링 단체이다.

## 이력
김남석(하비몬즈), 릴섭지, 김수빈, 정하민선수가 소속되어 있다. 대부분의 주요 소속 선수들이 미국, 일본, 오스트레일리아 등 해외 단체에서 활동하면서 경력을 쌓은 덕에 넓은 외국 경험과 인맥으로 다양한 외국 단체와 제휴 활동을 하였다.
그러나 2021년 7월 25일 기점으로 무기한 휴업을 하게 되었다. 2020년 3월부터 무관중 경기로 치루게 되어 관중수입을 전혀 기대할 수 없게 되었고 지방의 축제 초청, 해외 원정경기도 완전히 중단되면서 단순히 유튜브 라이브로 수익을 얻기에는 부족하기 때문에 무기한 휴업에 영향끼쳤다고 밝혔다.